# Lưu Linh
Lưu Linh (tiếng Trung: 刘伶; 221—300), tên tự Bác Luân (伯伦), là một nhà thơ và học giả Trung Quốc. Ít thông tin về sự tồn tại của gốc gác gia đình ông, mặc dù ông được mô tả trong các nguồn lịch sử ngắn ngủi và ít hấp dẫn, với vẻ ngoài tiêu điều.

## Bối cảnh
Lưu Linh sinh ra ở nước Bái của triều đại Tây Tấn (266—316), nay ở Túc Châu, An Huy.

## Trúc lâm thất hiền
Trong sách Trúc lâm thất hiền,  Lưu Linh là một đạo sĩ đã rút lui về miền quê để theo đuổi một sự tồn tại tự nhiên và tự nhiên mà sẽ không thể là bất khả thi dưới sự hạn chế của triều đình.